# Welliton
Pour les articles homonymes, voir Morais.
Welliton Soares de Morais dit Welliton, né le 22 octobre 1986 à Conceição do Araguaia (Pará, Brésil) est un footballeur brésilien évoluant au poste d'attaquant. 

## Palmarès
- Champion du Goiás en 2006 avec le Goiás Esporte Clube
- Vice-champion de Russie en 2009 avec le Spartak Moscou
- Meilleur buteur du Championnat de Russie 2009  (21 buts)
- Meilleur buteur du Championnat de Russie 2010  (19 buts)